# Okoč
Okoč (bis 1948 slowakisch „Ekeč“; ungarisch Ekecs) ist ein Ort und eine Gemeinde im Okres Dunajská Streda des Trnavský kraj im Südwesten der Slowakei.

## Geographie

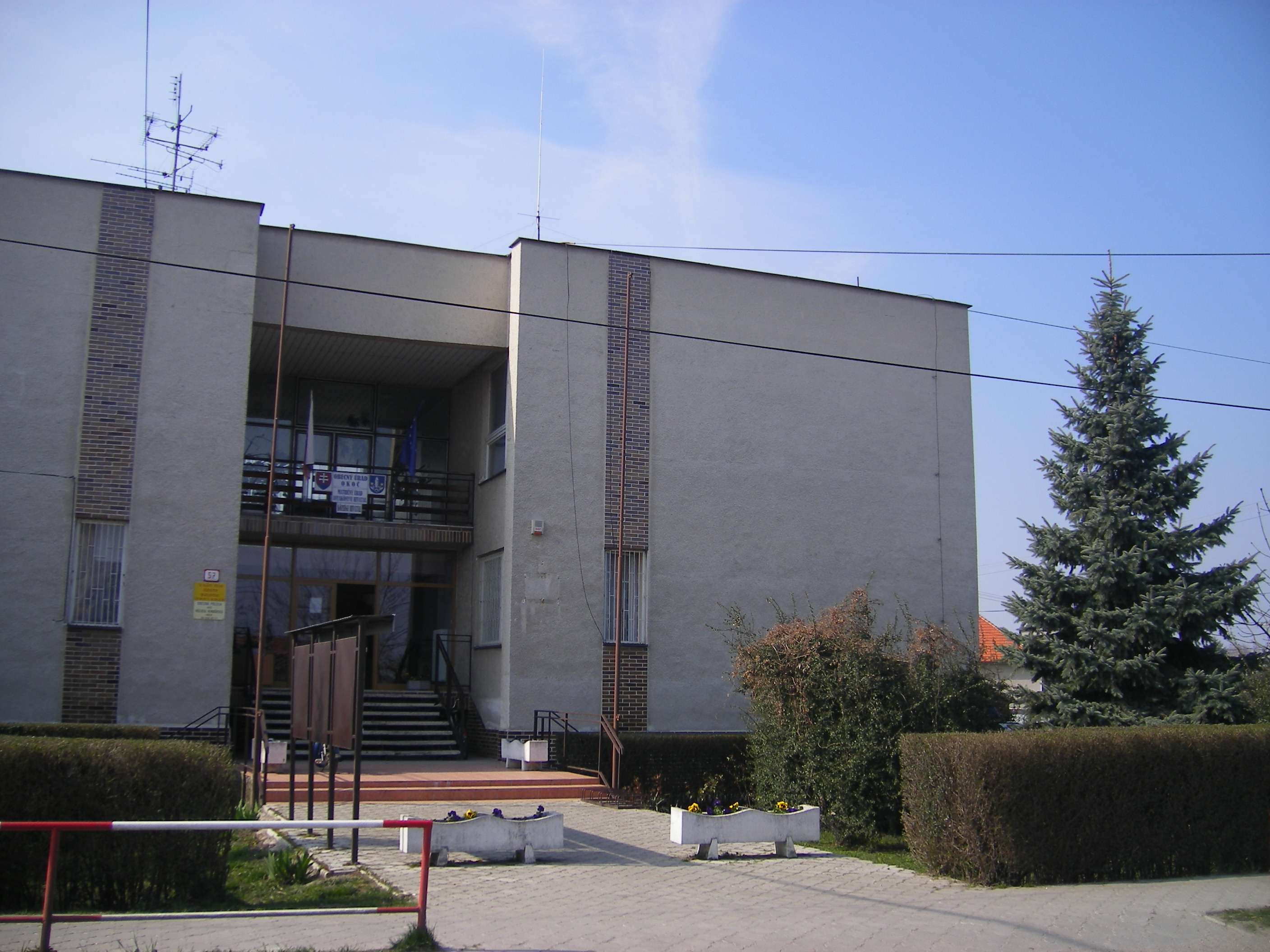
Das Rathaus von Okoč

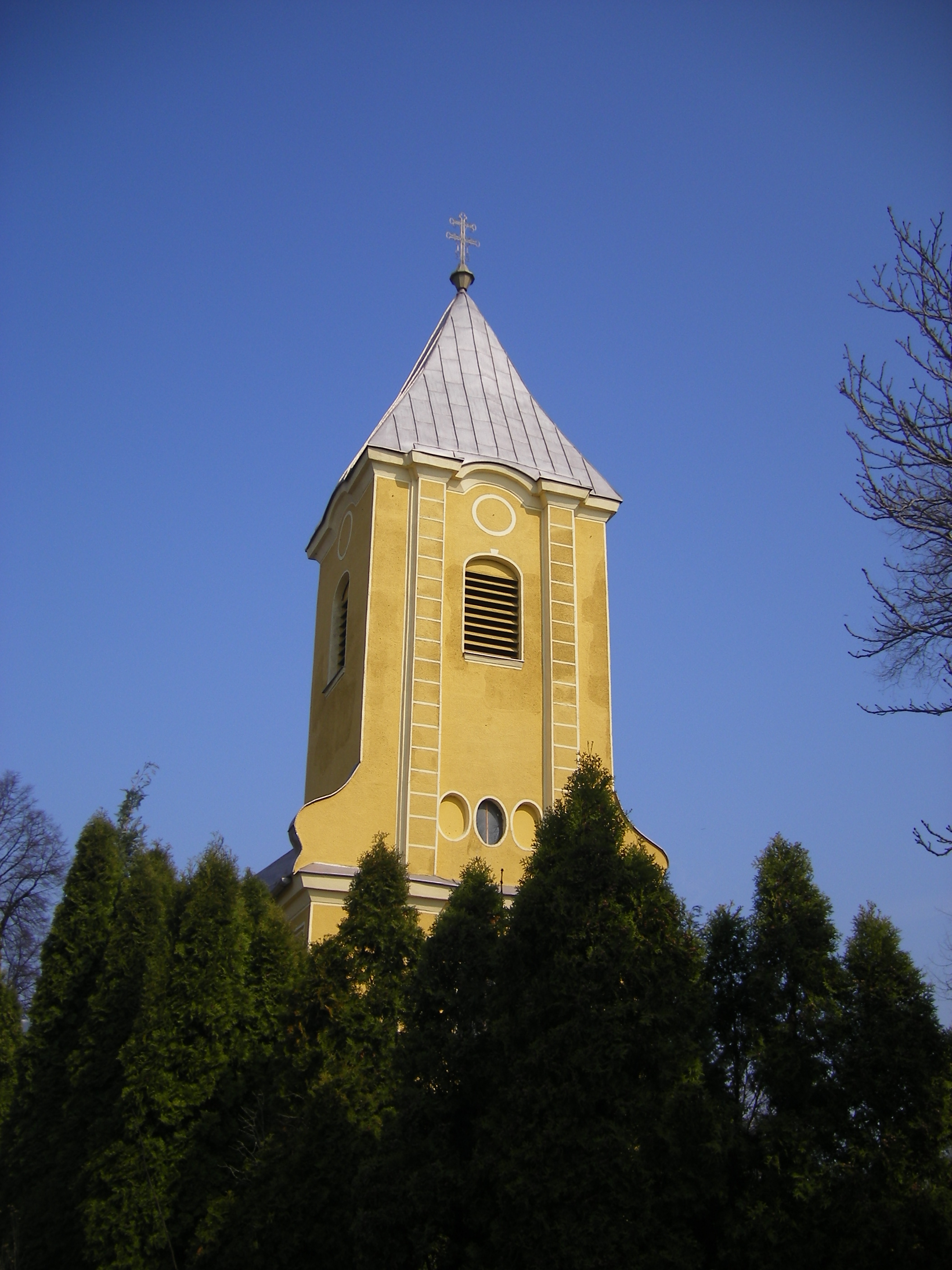
Katholische Kirche von Okoč

Die Gemeinde liegt auf dem unteren Teil der Großen Schüttinsel, einer Flussinsel zwischen der Donau und Kleine Donau, die ein Teil des slowakischen Donautieflands ist. Nördlich und nordöstlich des Ortes verläuft der Komárňanský kanál. Okoč liegt auf der Landesstraße 561 und ist fünf Kilometer von Veľký Meder und 33 Kilometer von Komárno entfernt. Der Bahnanschluss erfolgt über eine Haltestelle der Bahnstrecke Bratislava–Komárno.
Verwaltungstechnisch gliedert sich die Gemeinde in die Teile Okoč, Jánošíkovo na Ostrove und Opatovský Sokolec  (1976 eingemeindet, ungarisch Apácaszakállas). Des Weiteren befinden sich im Umland auch einige Kleinhöfe wie Asód, Dropie, Goľáš, Veľký Sek und Viharoš.

## Geschichte
Der Gemeindeteil Opatovský Sokolec wird zum ersten Mal 1221 erwähnt, während der Hauptort ist erst 1268 als Ekech nachweisbar. Beide Orte lagen im Komitat Komorn des Königreichs Ungarn und der letztgenannte Ort gehörte zum Herrschaftsgut der Burg von Komorn. In beiden Orten waren die Einwohner zumeist in Viehzucht und insbesondere Fischerei tätig, was auch auf dem Gemeindewappen dargestellt ist.
Nach dem Zerfall von Österreich-Ungarn kamen beide Orte zur neu entstandenen Tschechoslowakei. 1938–45 lagen sie auf Grund des Ersten Wiener Schiedsspruchs noch einmal in Ungarn. 1976 kam es zum Zusammenschluss beider Orte.

## Bevölkerung
| Jahr                | 1994 | 2004    | 2014    | 2024    |
| ------------------- | ---- | ------- | ------- | ------- |
| Anzahl der Personen | 3587 | 3752    | 3631    | 3661    |
| Unterschied         |      | +4,59 % | −3,22 % | +0,82 % |

| Jahr                | 2023 | 2024    |
| ------------------- | ---- | ------- |
| Anzahl der Personen | 3672 | 3661    |
| Unterschied         |      | −0,29 % |